# Punan (köping i Kina, lat 34,64, long 119,11)
Punan (kinesiska: 浦南, 浦南镇) är en köping i Kina. Den ligger i provinsen Jiangsu, i den östra delen av landet, omkring 290 kilometer norr om provinshuvudstaden Nanjing. Antalet invånare är 48774. Befolkningen består av 23 463 kvinnor och 25 311 män. Barn under 15 år utgör 20,0 %, vuxna 15-64 år 71 %, och äldre över 65 år 8,0 %.
Genomsnittlig årsnederbörd är 1 098 millimeter. Den regnigaste månaden är juli, med i genomsnitt 341 mm nederbörd, och den torraste är januari, med 10 mm nederbörd.